# Margaret Fulton Spencer
Margaret Fulton Spencer (1882–1966) fue una pintora y una de las primeras mujeres arquitectas estadounidenses, quien diseñó y construyó el arquitecturalmente único rancho para turistas Las Lomas en las afueras de Tucson, Arizona. Fue la segunda mujer en convertirse en miembro del Instituto Americano de Arquitectos.

## Primeros años
Margaret Alexina Harrison Fulton nació el 26 de septiembre de 1882, de Robert y Margaret Alexina (Harrison) Fulton, una pareja acomodada en Filadelfia, Pensilvania. Era sobrina de los pintores T. Alexander Harrison y L. Birge Harrison. La familia Fulton eventualmente se trasladó a Santa Bárbara, California.
Fulton se matriculó en el Bryn Mawr College en 1901, pero abandonó sus estudios después de dos años. Posteriormente pasó el año 1904 estudiando pintura en la Escuela de Diseño Aplicado de NUeva York, y en los veranos de 1904 y 1905 en la Liga de Estudiantes de Arte. Estudió pintura con su tío Birge en Woodstock, Nueva York, entre 1904 y 1907. En 1908, comenzó a estudiar arquitectura en el Instituto Tecnológico de Massachusetts (MIT), donde era la única mujer de la clase. Se graduó del MIT con un grado en arquitectura en 1911, pasando a ser parte de la segunda generación de los primeros arquitectos estadounidenses de género femenino. Para 1912 ya había encontrado trabajo con el arquitecto de Filadelfia Frank Miles Day.
Después de graduarse, Margaret continuó sus estudios de pintura con el paisajista William Langson Lathrop, quien había fundado una colonia de arte cerca de Nueva Esperanza, Pensilvania. En 1913 conoció a otro de los estudiantes de Lathrop, el empobrecido pintor impresionista de Pensilvania Robert Spencer, quien rápidamente comenzó a cortejarla. Margaret ya estaba comprometida con alguien más, pero los Lathrops, con quienes vivía en aquella época, y quienes preferían a Robert como su esposo, interceptaron una importante carta de su prometido, llevando a Margaret a creer que este último la había dejado plantada. Con algo de resentimiento se comprometió con Robert, y en 1914 se casaron. La pareja se radicó en Nueva Esperanza, donde construyeron una casa usando la herencia de Margaret, y tuvieron dos hijas: Margaret (más conocida como Tink) y Ann, quien más adelante también se convertiría en pintora. La carta escondida fue descubierta y entregada a Margaret años después, y de acuerdo a sus hijas, estuvo enfadada por el engaño al que había sido sometida hasta el día de su muerte.

## Carrera
En los primeros años de su carrera, Spencer desarrolló una especialidad en la restauración de viejas casas de labranza construidas sobre piedra, y además trabajó como diseñadora de interiores. Obtuvo los permisos de arquitecta en Pensilvania y Nueva Jersey (y más tarde, también en Arizona). En 1929, se convirtió en la segunda mujer arquitecta miembro del Instituto Americano de Arquitectos (AIA).
Sin embargo, Robert no apoyó su carrera de arquitecta, por lo que a pesar de sus ambiciones, eventualmente cambió esta actividad por la de pintora a tiempo completo mientras él vivió, enfocándose en paisajes y naturalezas muertas florales con estilo impresionista. La relación entre Margaret y Robert era muy volátil, y con el tiempo se volvieron tan infelices que la pareja consideró el divorció. Margaret construyó su propio estudio separado en su propiedad de Nueva Esperanza, incluyendo una cocina y una cama, y se retiraba allí para pintar sola por días consecutivos. Años más tarde consideraría sus años en Nueva Esperanza como la peor etapa de su vida.
Robert Spencer, quien sufría de depresión, se suicidó en 1931, y Margaret fue injustamente culpada por el suceso por gente de su círculo social. Se trasladó a París con sus hijas y regresó a la arquitectura, pasando a ser parte de una firma arquitectónica estadounidense. También exhibió sus obras en el Salón de París.
En 1938 se trasladó a Arizona, donde compró un terreno desierto de 190 acres cerca de Tucson. En este terreno diseñó y construyó un grupo disperso de dieciséis edificios de piedra excavada locamente. La mayoría eran cabañas de un piso diseñadas para integrarse con el paisaje, pero también había torres de dos pisos, con el grupo completo mostrando la influencia de la arquitectura tunecina vernácula que había admirado particularmente durante sus primeros viajes a África. Incluso existe la leyenda de que bosquejó los planos de los primeros pisos en la tierra con un palo. De cualquier forma, el programa de diseño de Spencer para el sitio difería completamente con aquello en lo que ya se estaba convirtiendo la estética local dominante de subdivisiones de casas extendidas y cuidadosamente organizadas. La propiedad fue llamada inicialmente FInca Las Lomas, y luego renombrada Rancho Las Lomas.
Spencer se hizo cargo de Las Lomas como un rancho para turistas, y las cabañas se convirtieron en lugares populares para pasar las vacaciones durante las décadas de los cuarenta y cincuenta para celebridades adineradas como Clark Gable y Carole Lombard (quien tuvo su luna de miel allí) y Frank Lloyd Wright. De acuerdo a Spencer, Wright aprobó las construcciones informales, robustas
y de baja altura cuando visitó el rancho. Spencer expandió las construcciones a lo largo de los años, y en la actualidad siman un total de treinta. A finales de los cincuenta, Spencer todavía estaba haciendo planos para expandir la propiedad y añadir cincuenta casas. Escribió un registro no publicado de esos años, dándole el áspero título de "Ranchos y yerba"
Durante sus años en Arizona, Spencer contribuyó al establecimiento de una sección de la AIA. En años recientes, el sitio se ha convertido en viviendas en renta ocupadas principalmente por artistas y escritores. Para 2015, se consideraba su restauración como Registro nacional de lugares históricos.
Spencer murió el primero de enero de 1966, en Filadelfia.
Algunos de sus edificios son:
- Posada Chimney Hill, 207 Goat Hill Road., Lamberville, N.J.
- Casa de Isaac Clotheir , alteraciones y adiciones, Valle de Gwynedd, Condado de Montgomery, Pensilvania.